# Comuna Galicea Mare, Dolj
Galicea Mare este o comună în județul Dolj, Oltenia, România, formată numai din satul de reședință cu același nume.

## Demografie
Componența etnică a comunei Galicea Mare
     Români (94,7%)
     Alte etnii (0,08%)
     Necunoscută (5,22%)
Componența confesională a comunei Galicea Mare
     Ortodocși (94,6%)
     Alte religii (0,1%)
     Necunoscută (5,3%)
Conform recensământului efectuat în 2021, populația comunei Galicea Mare se ridică la 3.962 de locuitori, în scădere față de recensământul anterior din 2011, când fuseseră înregistrați 4.268 de locuitori. Majoritatea locuitorilor sunt români (94,7%), iar pentru 5,22% nu se cunoaște apartenența etnică. Din punct de vedere confesional, majoritatea locuitorilor sunt ortodocși (94,6%), iar pentru 5,3% nu se cunoaște apartenența confesională.

## Politică și administrație
Comuna Galicea Mare este administrată de un primar și un consiliu local compus din 13 consilieri. Primarul, Cristian Văduva[*], de la Partidul Social Democrat, este în funcție din octombrie 2020. Începând cu alegerile locale din 2024, consiliul local are următoarea componență pe partide politice:
|  | Partid                    | Consilieri | Componența Consiliului | Componența Consiliului | Componența Consiliului | Componența Consiliului | Componența Consiliului | Componența Consiliului |
|  | ------------------------- | ---------- | ---------------------- | ---------------------- | ---------------------- | ---------------------- | ---------------------- | ---------------------- |
|  | Partidul Social Democrat  | 6          |                        |                        |                        |                        |                        |                        |
|  | Partidul Național Liberal | 5          |                        |                        |                        |                        |                        |                        |
|  | Uniunea Salvați România   | 2          |                        |                        |                        |                        |                        |                        |